# Шамун, Ноа
Ноа Шамун (швед. Noah Shamoun; родился 8 декабря 2002, Швеция) — шведский и сирийский футболист, полузащитник клуба «Раннерс» и сборной Сирии. Выступает на правах аренды за клуб «Вернаму».

## Футбольная карьера
Шамун - воспитанник команд «Йёнчёпинг», «Экснехага» и «Хускварна». С декабря 2018 года - игрок клуба «Ассириска Тур-Абдин», выступающего в Эттане - третьем по силе шведском дивизионе. Дебютировал за него 13 апреля 2019 года в поединке против «Отвидаберга». На момент дебюта игроку было 16 лет. 4 августа 2019 года в поединке против «Тролльхеттана» забил свой первый мяч в профессиональном футболе. Всего в дебютном сезоне провёл 19 встреч, забил 2 мяча.
Сезон 2020 года Ноа также провёл в «Ассириска», сыграв уже 27 матчей и отличившись 5 раз. Был признан самым талантливым игроком лиги. 22 декабря 2020 года Ноа подписал контракт с клубом Аллсвенскан - «Кальмаром». 12 апреля 2021 года Ноа дебютировал в шведском чемпионате в матче первого тура сезона 2021 года против «Эстерсунда», выйдя на поле на замену на 67-й минуте вместо Исака Магнуссона.

## Семья
Отец Ноа турок по происхождению, однако живёт в Швеции с детства. Мать футболиста урождённая немка.